# Konzerviranje živil
Konzerviranje živil  je več metod in tehnoloških postopkov, ki jih uporabljamo za kratko, srednje ter dolgoročno ohranjanje užitnosti živil. Pri konzerviranju hrane je zelo pomembno da izločimo pogoje za življenje in razvoj mikroorganizmov v hrani, ki jo želimo ohraniti za določen čas užitno. Metode konzerviranja se delijo v tri klasične metode kot so:
- Fizikalna metoda konzerviranja,
- Kemijska metoda konzerviranja,
- Naravna biološka metoda konzerviranja,

Na kvarjenje živil lahko močno vplivajo tudi okoljski faktorji, vlaga, temperatura, svetloba, razna sevanja.

## Fizikalne metode konzerviranja
Uporaba nizkih temperatur je metoda hlajenja in globokega zmrzovanja je zelo razširjena v vsakdanjem življenju na Slovenskem ter v svetu.
Uporaba visokih temperatur je metoda pogosto uporabljena v gospodinjstvu in pri izdelovaju konzerv polnjenih z različnimi vrstami živil. Pri izdelovanju konzerv različnih vrst se uporabljajo sledeči termalni postopki:
- Pasterizacija,
- Tindalizacija,
- Liofilizacija,
- Sterilizacija, Nicolas Appert
- Kuhanje,

Uporaba sušenja ali dehidracije, je fizikalna metoda konzerviranja s katero odvzamejo odvečno vlago živilom z naravnim sušenjem z zrakom, soncem ali umetnim sušenem. To je ena od najstarejših metod konzerviranja hrane. Industrijski postopek dehidriranja se izvaja v specialnih komorah-sušilnikih kar omogoča tudi zagotovitev večje stopnje higiene.

### Oblike različne priprave živil
Koncentrati so oblika priprave živil z uporabo posebnih tehnoloških postopkov s katerimi se doseže maksimalna koncentracija hranilnih vrednosti. Takšni so npr. koncentrati paradižnikovega soka, kondenziranega sladkanega mleka, kuhanega sadnega soka, juhe v prahu- ali kockah, tabletah, jajca v prahu, itd.
- Ekstrati so oblike izvlečkov iz raznih živil in so te materije raztopljivi v vodi. Niso samo hranljivi pač pa lahko tudi stimulativni kot npr. ekstrat kave, ekstrat kakava. Hrana v prahu in ekstrahirana hrana zahtevajo ustrezno neprepustno embalažo.

- Briketirana živila so koncentrirana hrana, ki zahteva relativno majhno prostornino z vzporejanjem z njihovo hranilno vrednostjo. Dehidrirana povrtnina, sadje, meso, se stiskajo pod velikim pritiskom in se oblikujejo v primerne oblike, tablice, ploščice, pastile in podobno. Najpogosteje se briketira povrtnina in živalska krma.

Kandiranje je način konzerviranja živil z pomakanjem v sladkorni sirup. Najpogosteje se kandira različno sadje.
Industrijski postopek kandiranja se izvaja pod povečanim pritiskom v specialnih  komorah.

## Mikroorganizmi ki najpogosteje kvarijo živila
Med povzročitelji kvarjenja živil poznamo veliko število bakterij, zlasti pomembne so dve veliki skupini:
- Gramnegativne bakterije - Pseudomonas, Acetobakterija,
- Grampozitivne bakterije - Streptococcus, Lactobacillus, Staphylococcus aureus, Clostridium botulinum, ...